# أولاد عزيز (السهول)
أولاد عزيز هي إحدى مشيخات المملكة المغربية، تتبع جغرافيا لعمالة سلا وإداريًا لالسهول. يقدر عدد سكانها بـ 3028 نسمة حسب الإحصاء الرسمي للسكان والسكنى لسنة 2004.